# Alexij (Antipov)
Alexij (rodným jménem: Leonid Petrovič Antipov; * 13. srpna 1956, Staroboriskino) je kněz ruské pravoslavné církve a biskup buzulukský a soročinský.

## Život
Narodil se 13. srpna 1956 v Staroboriskinu. Oba jeho rodiče později přijali mnišství, čtyři bratři kněžství a sestra se provdala za kněze.
Roku 1973 dokončil střední školu a nastoupil na průmyslovou pedagogickou vysokou školu v Bugulmě. Roku 1974 začal sloužit v sovětských ozbrojených silách a dva roky později se stal učitelem.
Roku 1981 začal studovat Moskevský duchovní seminář a poté Moskevské duchovní akademii. Roku 1983 se oženil. Dne 4. prosince 1983 byl dmitrovským biskupem Alexandrem (Timofejevem) vysvěcen na diakona a 25. února 1984 na jereje. Dne 30. května stejného roku získal právo nosit nábederník. Po vysvěcení začal sloužil jako kněz v Nikolském soboru v Orenburgu a v dubnu roku 1986 získal právo nosit kamilávku. Poté působil v chrámu Pokrov přesvaté Bohorodice v Kuvandyku a v Trojickém chrámu v Staroboriskinu. V březnu 1991 získal právo nosit zlatý náprsní kříž.
Dne 23. června 1998 byl povýšen na protojereje.
V letech 1991–1992 byl děkanem buzulského okruhu orenburské eparchie. Dále působil jako představený chrámu Všech svatých v Buzuluku a znovu jako děkan buzulského okruhu, sekretář orenburské eparchie, děkan oreburského a sol-ileckého okruhu, představený chrámu sv. Jana Bohoslova v Orenburgu a chrámu Pokrov přesvaté Bohorodice v Orenburgu.
V dubnu 2000 získal právo nosit epigonation a v květnu 2003 získal právo nosit zlatý náprsní kříž s ozdobami.
Od prosince roku 2006 byl předsedou úřadu náboženské výchovy a katecheze eparchie Orenburg a od května 2009 rektorem Orenburské duchovního semináře.
V květnu roku 2011 získal právo nosit mitru.
Dne 10. března 2012 přijal po dohodě se svou manželkou (mnišským jménem Sofia) mnišství se jménem Alexij na počest sv. Alexije Moskevského. Postřih provedl metropolita orenburský a saraktašský Valentin (Miščuk).
Dne 16. března 2012 byl Svatým synodem zvolen biskupem buzulukským a soročinským. Od dva dny později byl povýšen na archimandritu. Jmenování proběhlo 23. března a biskupské svěcení přijal 25. března z rukou patriarchy Kirilla.
Dne 26. prosince 2012 byl uvolněn z funkce rektora semináře.
Dne 4. května 2017 byl jmenován archimandritou Spaso-preobraženského monastýru v Buzuluku.

## Vyznamenání
Církevní
- 2001 – Řád ct. Daniela Moskevského III. třídy
- 2016 – Řád ct. Sergije Radoněžského III. třídy